# Нєбитов Андрій Анатолійович
Нє́битов Андрій Анатолійович (нар. 20 серпня 1980, Донецьк) — заступник Голови Національної поліції-начальник кримінальної поліції, колишній начальник ГУ Національної поліції в Київській області, генерал поліції третього рангу, доктор юридичних наук, професор.

## Життєпис
З 1997 по 2001 рік навчався у Донецькому інституті внутрішніх справ МВС України.
У 2006 році з відзнакою закінчив магістратуру Київського національного університету внутрішніх справ.
У 2012 році здобув науковий ступінь кандидата юридичних наук, а у 2017 році — доктора юридичних наук за спеціальністю кримінальне право та кримінологія, кримінально-виконавче право.
Службу в правоохоронних органах розпочав у 2001 році на посаді оперуповноваженого відділення карного розшуку Сніжнянського міського відділу УМВС України в Донецькій області.
Працював на посадах від оперуповноваженого до керівника управління у підрозділах карного розшуку, боротьби зі злочинами пов'язаними з торгівлею людьми, боротьби з кіберзлочинністю та боротьби з економічною злочинністю Донеччини, Чернігівщини та Києва.
В 2016 році проходив службу у Департаменті карного розшуку Національної поліції України.
З грудня цього ж року призначений на посаду заступника начальника ГУНП в Київській області — начальника кримінальної поліції.
17 липня 2019 року наказом голови Національної поліції України[первинне джерело] призначений начальником Головного управління Національної поліції в Київській області.
2021 року отримав звання генерала поліції третього рангу[первинне джерело].
У вересні 2023 року став заступником голови Нацполіції.

## Відзнаки і нагороди
Відзнаки МВС України:
- Нагрудний знак «Почесний знак МВС України»
- Нагрудний знак «За відзнаку в службі»
- «Закон та честь», «За безпеку народу».
- «За міжнародне співробітництво в правоохоронній діяльності».

- Відзнака Київської обласної ради «Нагрудний знак „За заслуги перед Київщиною“» (2021)

## Науково-викладацька діяльність
Професор кафедри[первинне джерело] кримінології та кримінально-виконавчого права Національної академії внутрішніх справ, член спеціалізованої вченої ради СРД[невідомий термін] 26.007.02 із захисту докторських і кандидатських дисертацій при Національній академії внутрішніх справ.
Співавтор 8 підручників, посібників, довідників та методичних рекомендацій:
- Оперативно-розшукова діяльність: посібник / І. А. Федчак, О. І. Козаченко, А. А. Нєбитов та ін.; за заг. ред. С. М. Князєва, А. М. Кислого. Київ: «Видавництво Людмила», 2019. 240 с.
- Нєбитов А. А. Кримінологія: підручник / О. М. Джужа, В. В. Василевич, В. В. Чернєй, С. С. Чернявський та ін.; за заг. ред. д-ра юрид. наук, проф. В. В. Чернєя; за наук. ред. д-ра юрид. наук, проф. О. М. Джужі. Київ: Нац. акад. внутр. справ, 2020. 612 с.
- Нєбитов А. А. Антикорупційне законодавство України: довідник термінів / уклад.: О. М. Стрільців, С. С. Чернявський, А. Б. Фодчук та ін. Київ: Нац. акад. внутр. справ, 2020. 155 с.
- Нєбитов А. А. Кримінальні татуювання: їх значення та можливості використання в оперативно-службовій діяльності Національної поліції України. Татуювання злочинного світу й натільне тату: інформ.-аналіт. зб. / уклад.: Кузнецов М. В., Канцідайло О. О., Сидоренко А. М. та ін.; Національна поліція України, Департамент оперативно-технічних заходів. Київ, 2019. 284 с.
- Нєбитов А. А Особливості виявлення і документування кримінальних правопорушень та розслідування кримінальних проваджень, пов'язаних з торгівлею людьми та злочинами проти моральності: метод. рек. / Пащенко В. М., Стрільців О. М., Бабак Д. М. та ін. Київ: ДКР, ГСУ МВС України; Нац. акад. внутр. справ, 2013. 124 с.
- Розкриття незаконного заволодіння автотранспортними засобами, вчиненого з метою подальшого їх оплатного повернення власникам: метод. рек / [А. А. Нєбитов, С. М. Князєв, О. М. Брисковська, М. В. Бурак]. Київ: Нац. акад. внутр. справ, 2019. 63 с.
- Протидія розбоям підрозділами Національної поліції України: метод. рек. / Нєбитов А. А. , М. В. Бурак, О. М. Брисковська, Р. С. Горбач та ін.  Київ: Нац. акад. внутр. справ, 2019. 100 с.
- Нормативно-правове забезпечення діяльності оперативних підрозділів Національної поліції: збір. нормат.-правов. актів. метод. рек. / Федоренко О. А., Стрільців О. М. / за заг. ред. А. А. Нєбитова. Київ: Нац. акад. внутр. справ, 2020. 103 с.

Автор понад 20 статей, опублікованих у фахових наукових виданнях України та інших держав:
- Petro Vorobey, Vasil Felyk, Andrii Niebytov, Valerii Matviichuk, Olena Vorobey — Сутність і значення кримінально-правової політики держави/Nature and significance of the State's criminal law policy.

Наукові дослідження: проблеми кримінального права, кримінологічні аспекти злочинності, кримінологічна  віктимологія, пенітенціарна кримінологія, кримінально-виконавче право, правова статистика.

### Наукові праці
- Торгівля людьми: стан, тенденції та запобігання: монографія. Донецьк: ПП "ВД «Кальміус», 2013.
- Сексуальна експлуатація в Україні: кримінально-правовий та кримінологічний аналіз: монографія. Київ: Освіта України, 2016.
- Протидія злочинам, пов'язаним із сутенерством або втягненням особи в заняття проституцією: монографія/ у співавторстві. Київ: НАВС, 2015.
- Запобігання сексуальній експлуатації оперативними підрозділами Національної поліції України, монографія/ у співавторстві. Київ: НАВС, 2017.

Має авторські свідоцтва:
- Чернєй В. В., Вознюк А. А., Стрільців О. М., Кузьмічова-Кисленко Є. В., Василевич В. В., Пясковський В. В., Щирська В. С., Нєбитов А. А. Науковий твір «Методика виявлення та розслідування організації або утримання місць для незаконного вживання, виробництва чи виготовлення наркотичних засобів і психотропних речовин». Свідоцтво № 59991. Зареєстровано: 04.06.2015.
- Чернявський С. С., Брисковська О. М., Вознюк А. А., Арешонков В. В., Атаманчук В. М., Нєбитов А. А., Павленко С. О. Літературний твір письмового характеру «Методика розслідування кримінальних проваджень за фактом безвісного зникнення осіб». Свідоцтво № 67643. Зареєстровано: 23.09.2016.
- Нєбитов А. А., Князєв С. М., Брисковська, О. М., Бурак, М. В., Саковський, А. А., Мотиль, І. І., Швець, М. Я. Літературно-письмовий твір учбового характеру «Методика розкриття незаконного заволодіння автотранспортними засобами, вчиненого з метою подальшого їх оплатного повернення власникам». Свідоцтво № 99065. Зареєстровано: 14.08.2020.
- Чернєй В. В., Джужа О. М., Нєбитов А. А., Колб О. Г., Левченко Ю. О., Василевич В. В., Миронюк Т. В., Расюк Е. В., Микитчик А. В., Мозоль С. А., Кулакова Н. В., Поліщук Г. С., Піщенко Г. І., Підвисоцький В. В.  "Мультимедійний навчальний посібник «Кримінологічна характеристика та запобігання корупційній злочинності». Свідоцтво № 102459. Зареєстровано: 10.02.2021.